# Société de Port-Royal
La Société de Port-Royal est une association de valorisation patrimoniale dont les origines remontent à la Boîte à Perrette. Son organisation actuelle qui s'appuie sur des réseaux familiaux, culturels et scientifiques, reste très similaire à celle qui fut adoptée en 1802, lors de sa sortie de la clandestinité. Ses objectifs sont de faire vivre le patrimoine et le souvenir du jansénisme et de Port-Royal des Champs. Elle est présidée par Bernard Gazier depuis 1990.
L'histoire de la Société de Port-Royal remonte au début du XVIIIe siècle pour ce qui est de la constitution de son patrimoine financier. Elle n'était alors pas organisée formellement et était connue sous le nom de Boîte à Perrette, caisse clandestine d'entraide pour les jansénistes. La société a connu plusieurs statuts au cours de son histoire et s'est finalement constituée en association en 1971.

## La constitution de la société auXIXesiècle
L'existence légale de la Société de Port-Royal remonte à 1802. À cette date, une dizaine de descendants de familles jansénistes a rassemblé les fonds de la boîte à Perrette, après les troubles de la période révolutionnaire. Pour cela, les associés ont, dans un premier temps, retenu la forme juridique de la tontine afin de conserver et transmettre des fonds destinés au financement d'œuvres charitables et à la conservation du souvenir de Port-Royal.
L'argent servit notamment à financer des écoles tenues par les frères tabourins, à Paris et en province (Auxerre notamment), mais aussi, en 1828, à racheter les ruines de Port-Royal des Champs en association avec Louis Silvy, figure du jansénisme tardif. Pendant le premier XIXe siècle, cette société qui se renouvelait par cooptation parmi les membres de familles jansénisantes, ne portait encore pas officiellement de nom.
En 1845, elle se baptisa « Société Saint-Augustin », par allusion à l'évêque d'Hippone, référence théologique incontournable du jansénisme. Outre l'entretien de Port-Royal et des écoles, la société entreprit à cette époque de réunir une bibliothèque « janséniste » dans un immeuble lui appartenant, rue Saint-Jacques, à Paris. Elle récupéra des fonds très importants venus de jansénistes du XVIIIe siècle comme, en particulier, l'avocat Louis Adrien Le Paige, bailli du Temple. Elle accueillit de même les copies des archives du monastère de Port-Royal réalisées par Mademoiselle de Théméricourt qui avait succédé dans cette tâche à Mademoiselle de Joncoux. La bibliothèque de Port-Royal a également hérité d'une partie importante (environ un tiers) des papiers de l'abbé Grégoire, transmis par son secrétaire l'abbé Jean-Louis Rondeau. D'autres familles jansénistes ont pu léguer leurs livres à la société, qui s'est ainsi constitué peu à peu un fonds exceptionnellement riche.
La société fit également figure à cette époque de relais entre les diverses communautés jansénisantes dispersées en France, mais aussi avec l'Église d'Utrecht. Elle édita la Chronique religieuse dans les années 1850, revue militant pour la sauvegarde du gallicanisme au sein de l'Église de France. Cette revue était principalement rédigée par l'abbé Wladimir Guettée avant que celui-ci ne rejoignît l'Église orthodoxe.
La grande figure de cette société, à la charnière des XIXe et XXe siècles, fut Augustin Gazier (1843-1922). Bien qu'il n'en ait jamais été le président, son statut d'universitaire (il était professeur à la Sorbonne) lui a permis d'associer aux actions de la société le monde savant de l'époque. Ce fut par exemple le cas pour la célébration du bicentenaire de la mort de Racine en 1899 à Port-Royal des Champs, qui réunit à la fois les derniers jansénistes et le « gratin » universitaire, intellectuel et politique de l'époque.

## L'ouverture auxXXeetXXIesiècles
Au début du XXe siècle, la société éprouva le besoin de clarifier son statut juridique. Elle devint donc en 1921 une société civile immobilière. Après la fermeture en 1868 de la dernière école « janséniste », la disparition des communautés qu'elle patronnait, les frères tabourins et les sœurs de Sainte-Marthe et avec le relatif apaisement des querelles religieuses, elle s'ouvrit davantage à des intellectuels sensibles au souvenir de Port-Royal. Augustin Gazier souhaitait créer en parallèle une autre association, davantage destinée à promouvoir la mémoire de Port-Royal chez les intellectuels, et voulait ne consacrer la société de Port-Royal qu'à la seule gestion financière et morale de la mémoire janséniste. Sa mort l'en empêcha, mais ce projet vit le jour quelques décennies plus tard.
En 1950, le danger qui pesait sur les Granges de Port-Royal des Champs poussa des intellectuels comme François Mauriac ou Henry de Montherlant à se mobiliser pour que fût conservé et entretenu le souvenir du monastère. Avec des universitaires comme Louis Cognet, Jean Mesnard et Charles Mauricheau-Beaupré, conservateur du château de Versailles, ils créèrent une association appelée « Société des Amis de Port-Royal ». Cette association, qui fonctionne en grande coordination avec la Société de Port-Royal, s'occupe de la promotion et de la sauvegarde intellectuelle de Port-Royal et du jansénisme, alors que la Société de Port-Royal reste concentrée sur la gestion patrimoniale, notamment sur l'ouverture et la professionnalisation de la Bibliothèque qu'elle a constituée, riche de dizaines de milliers d'ouvrages imprimés, parfois introuvables ailleurs, et de manuscrits.
Poursuivant sa politique d'ouverture, mais gênée par la charge financière des ruines de Port-Royal, la société a procédé en 2004 à la donation des ruines de Port-Royal des Champs à l'État, tout en conservant un rôle moral et de conseil, ainsi qu'une présence juridique au sein du G.I.P. de Port-Royal des Champs, groupement d'intérêt public chargé de la gestion du site. Cette donation a permis la réunification du site de Port-Royal, séparé en deux parties depuis la Révolution française. 
Aujourd'hui, la Société de Port-Royal se consacre exclusivement à la valorisation des fonds de la bibliothèque. Cela s'est traduit par le recrutement de conservateurs, par une politique d'informatisation et par le catalogage exhaustif de l'ensemble des imprimés. La bibliothèque s'est ouverte à la coopération, que ce soit avec le Musée national de Port-Royal des Champs, avec la recherche universitaire ou avec d'autres bibliothèques.

## Présidents
- 1802-1842 : J. Philippe Gaspard Camet de La Bonnardière
- 1842-1845 : Chabaud
- 1845-1849 : Ambroise Rendu
- 1849-1862 : Bergeron
- 1862-1863 : Martial Parent du Châtelet
- 1863-1880 : Gabriel Gazier
- 1880-1899 : Germain Trébuchet
- 1899-1931 : Jules Sémichon
- 1931-1955 : René Sémichon
- 1955-1965 : Louis Gazier
- 1966-1978 : François Gazier
- 1978-1992 : Jean-Paul Calon
- Depuis 1992 : Bernard Gazier